# Full Circle (TV-serie)
Full Circle är en amerikansk kriminal- och dramaserie för TV från 2023. Serien, vars första säsong består av sex avsnitt, hade premiär 13 juli 2023 på HBO Max. Serien är regisserad av Steven Soderbergh efter ett manus av Ed Solomon. Solomon och Soderbergh har producerat serien.

## Handling
Serien utspelar sig i nutida New York och handlar om en kidnappning som misslyckas, som förenar såväl karaktärer som olika kulturer.

## Rollista (i urval)
- Zazie Beetz - Harmony
- Claire Danes - Sam
- Timothy Olyphant - Derek
- Dennis Quaid
- Jharrel Jerome
- Gerald Jones
- Sheyi Cole
- C.C.H. Pounder
- Jim Gaffigan - Manny Broward
- William Sadler
- Happy Anderson
- Ethan Stoddard - Jared
- Adia
- Phaldut Sharma
- Lucian Zanes - Nicky
- Jay Vanderveer